# Andrea Dakó
Andrea Dakó (* 12. August 1972 in Budapest) ist eine ehemalige ungarische Badmintonspielerin.

## Karriere
1988 erkämpfte Ódor ihren ersten Titel bei den nationalen Juniorenmeisterschaften in Damendoppel mit Andrea Harsági. Ein Jahr später verteidigten beide diesen Titel erfolgreich. 1990 gewann sie im Damendoppel auch ihren ersten Titel bei den Erwachsenen, diesmal mit Csilla Fórián an ihrer Seite. 1991 siegte sie im Doppel mit Ildikó Vígh und im Mixed mit György Vörös, ehe sie 1992 ihren ersten Einzeltitel gewinnen konnte.
International war sie 1995 in Italien und 1996 in Slowenien im Damendoppel erfolgreich.
Höhepunkt der Karriere von Andrea Dakó war die Teilnahme an den Olympischen Spielen 1992, wo sie jedoch sowohl im Doppel als auch im Einzel jeweils in Runde 1 ausschied und damit 17. bzw. 33. wurde.

## Erfolge
| Saison | Veranstaltung                              | Disziplin   | Sieger                            |
| ------ | ------------------------------------------ | ----------- | --------------------------------- |
| 1988   | Ungarn: Einzelmeisterschaften der Junioren | Damendoppel | Andrea Harsági / Andrea Dakó      |
| 1989   | Ungarn: Einzelmeisterschaften der Junioren | Damendoppel | Andrea Harsági / Andrea Dakó      |
| 1990   | Ungarn: Einzelmeisterschaften              | Damendoppel | Csilla Fórián / Andrea Dakó       |
| 1991   | Romanian International                     | Damendoppel | Andrea Dakó / Andrea Hársagi      |
| 1991   | Ungarn: Einzelmeisterschaften              | Damendoppel | Ildikó Vígh / Andrea Dakó         |
| 1991   | Ungarn: Einzelmeisterschaften              | Mixed       | György Vörös / Andrea Dakó        |
| 1992   | Ungarn: Einzelmeisterschaften              | Dameneinzel | Andrea Dakó                       |
| 1992   | Ungarn: Einzelmeisterschaften              | Mixed       | György Vörös / Andrea Dakó        |
| 1994   | Ungarn: Einzelmeisterschaften              | Damendoppel | Andrea Hársagi / Andrea Dakó      |
| 1995   | Italien: Internationale Meisterschaften    | Damendoppel | Andrea Dakó / Adrienn Kocsis      |
| 1996   | Ungarn: Einzelmeisterschaften              | Damendoppel | Adrienn Kocsis / Andrea Dakó      |
| 1996   | Slowenien: Internationale Meisterschaften  | Damendoppel | Andrea Dakó / Melinda Keszthelyi  |
| 1998   | Ungarn: Einzelmeisterschaften              | Damendoppel | Andrea Dakó / Melinda Keszthelyi  |
| 1999   | Ungarn: Einzelmeisterschaften              | Damendoppel | Andrea Dakóo / Melinda Keszthelyi |
| 2000   | Ungarn: Einzelmeisterschaften              | Mixed       | Richárd Bánhidi / Andrea Dakó     |